# TU9
Die Allianz TU9 – German Universities of Technology e. V. ist ein Zusammenschluss neun führender Technischer Universitäten in Deutschland.

## Geschichte
TU9 wurde am 26. Januar 2006 als offizieller, eingetragener Verein gegründet. Zuvor existierte dieser seit 2003 als informelle Vereinigung. Gründungspräsident (2006–2009) war der Rektor der damaligen Universität Karlsruhe, Horst Hippler. Sitz und Geschäftsstelle der Allianz sind in Berlin.
Bei der Vereinsgründung im Senatssaal der TU Braunschweig im Januar 2006 waren folgende Präsidenten bzw. Rektoren (oder ihre Vertreter) anwesend und unterzeichneten die Gründungsurkunde:
- Konstantin Meskouris, Prorektor der RWTH Aachen
- Jörg Steinbach, 1. Vizepräsident der TU Berlin
- Jürgen Hesselbach, Präsident der TU Braunschweig
- Johann-Dietrich Wörner, Präsident der TU Darmstadt
- Hermann Kokenge, Rektor der TU Dresden
- Erich Barke, späterer Präsident der Leibniz-Universität Hannover
- Horst Hippler, Rektor der Universität Karlsruhe
- Wolfgang A. Herrmann, Präsident der TU München
- Dieter Fritsch, Rektor der Universität Stuttgart

Anfang August 2010 sprachen sich die TU9-Universitäten dafür aus, erneut den akademischen Grad des Diplom-Ingenieurs für Absolventen eines fünfjährigen Ingenieurstudiums einzuführen.

## Organisation

### Präsidentinnen & Präsidenten
| Name                            | Universität                             | Amtszeit     |
| ------------------------------- | --------------------------------------- | ------------ |
| Horst Hippler                   | Karlsruher Institut für Technologie     | 2006–2009    |
| Ernst Schmachtenberg            | RWTH Aachen                             | 2010–2013    |
| Hans Jürgen Prömel              | TU Darmstadt                            | 2014–2017    |
| Wolfram Ressel                  | Universität Stuttgart                   | 2018–09/2022 |
| Tanja Brühl/Angela Ittel 1)     | TU Darmstadt/TU Braunschweig            | seit 10/2022 |
| Angela Ittel & Peter Middendorf | TU Braunschweig & Universität Stuttgart | seit 10/2024 |

### Aufgabe
Die Allianz sieht es als ihre Aufgabe an, als Ansprechpartnerin für Gesellschaft, Wirtschaft und Politik zur Verfügung zu stehen. Insbesondere geht es um die Belange der universitären Ingenieurausbildung.

Als vor allem durch ihre Kernfächer in den Ingenieurwissenschaften verbundenes Hochschulnetzwerk legt TU9 besonderes Augenmerk auf die Wahrnehmung solcher Themen in der Öffentlichkeit, die für ebendiese Kernfächer von hoher Relevanz sind. Hierzu gehört z. B. die Auswertung der vom Statistischen Bundesamt veröffentlichten Statistiken zur Drittmitteleinwerbung deutscher Hochschulen mit besonderem Fokus auf die Ingenieurwissenschaften oder die Darstellung der Bedeutung der TU9-Universitäten bei den Absolventen.

### Mitglieder
Mitglieder der TU9-Allianz sind die Technischen Universitäten, die bereits vor 1900 unter dem Titel „Technische Hochschule“ in Deutschland bestanden haben.
| Name 1)                                        | Land | Träger    | Promotionsrecht | Gründung | „TH“ seit | Studierende | Mitarbeitende 2) 3) | Professuren 3) 4) | Jahresetat (Mio. €) 3) | Drittmittel (Mio. €) 3) |
| ---------------------------------------------- | ---- | --------- | --------------- | -------- | --------- | ----------- | ------------------- | ----------------- | ---------------------- | ----------------------- |
| RWTH Aachen                                    | NW   | staatlich | ja              | 1870     | 1880      | 47.078      | 8.427               | 443               | 989,6                  | 415,7                   |
| Technische Universität Berlin                  | BE   | staatlich | ja              | 1770     | 1879      | 35.470      | 5.454               | 351               | 587,4                  | 221,3                   |
| Technische Universität Braunschweig            | NI   | staatlich | ja              | 1745     | 1878      | 16.809      | 3.795               | 252               | 417,4                  | 132,6                   |
| Technische Universität Darmstadt               | HE   | staatlich | ja              | 1869     | 1877      | 24.406      | 5.149               | 325               | 538,5                  | 211,4                   |
| Technische Universität Dresden                 | SN   | staatlich | ja              | 1828     | 1890      | 30.069      | 6.758               | 500               | 695,5                  | 284,1                   |
| Gottfried Wilhelm Leibniz Universität Hannover | NI   | staatlich | ja              | 1831     | 1879      | 28.018      | 5.276               | 357               | 614,7                  | 176,0                   |
| Karlsruher Institut für Technologie 5)         | BW   | staatlich | ja              | 1825     | 1865      | 22.373      | 9.905               | 402               | 1.122,9                | 471,6                   |
| Technische Universität München                 | BY   | staatlich | ja              | 1868     | 1877      | 50.467      | 9.258               | 537               | 1.047,7                | 373,5                   |
| Universität Stuttgart                          | BW   | staatlich | ja              | 1829     | 1890      | 22.093      | 5.507               | 292               | 614,7                  | 287,1                   |

## Auszeichnungen
Im Jahr 2012 wurde TU9 im Wettbewerb „365 Orte im Land der Ideen“ für seine „TU9 – Rekrutierungskampagne für Nachwuchsingenieure“ als „Ausgewählter Ort 2012“ ausgezeichnet und zur Bundessiegerin in der Wettbewerbskategorie Bildung erklärt.